# Табаковка
Табако́вка (рос. Табаковка) — село у складі Земетчинського району Пензенської області, Росія.
Населення — 78 осіб (2010; 164 у 2002).
Національний склад станом на 2002 рік:
- росіяни — 100 %